# Camelomantis parva
Camelomantis parva är en bönsyrseart som beskrevs av Max Beier 1931. Camelomantis parva ingår i släktet Camelomantis och familjen Mantidae. Inga underarter finns listade i Catalogue of Life.